# Edmond Joseph Bouazo-Zégbéhi
Edmond Joseph Bouazo, né à Azaguié, dans le département d'Agboville, 30 mars 1935 et mort le 21 février 2017 à Abidjan, est un intellectuel, journaliste et homme politique ivoirien. Proche collaborateur du président Félix Houphouët-Boigny, il a consacré sa vie professionnelle à servir son pays la Côte d'Ivoire.

## Jeunesse et formation
Jeune homme vigoureux au port altier,,,,,,,,,, Edmond fut plusieurs fois sacré champion de Côte d'Ivoire en athlétisme au 100 m, 200 m et saut en hauteur de 1948 à 1954 et vice-champion d'Afrique au 100 m, 200 m et saut en hauteur. Ceinture noire, 6e Dan au taekwondo, il fut fondateur et président de la fédération ivoirienne de taekwondo. Licencié en droit public et diplômé de l'ENA, il a étudié à l'école de journalisme de Lille.

## Parcours politique
Il fut conseiller des affaires étrangères de classe exceptionnelle et député-maire d'Issia. Il a été président-fondateur du Conseil national de la communication audiovisuelle de Côte d'Ivoire. De 1980 à 1990, il a été vice-président de l'Assemblée nationale. Il a occupé le poste d'inspecteur des services administratifs à la présidence de la république de Côte d'Ivoire de 1979 à 1980.Ambassadeur de la Côte d'Ivoire en Algérie de 1974 à 1979, il a été ministre de l'information de la République de Côte d'Ivoire de 1970 à 1974. De 1967 à 1970, il a été le chargé de mission à la présidence de la république ivoirienne. Il a occupé le poste de chef de cabinet du ministre chargé des relations avec le Conseil de l'Entente de 1963 à 1964. Edmond a été conseiller technique du ministre de la fonction publique de 1961 à 1963 et conseiller spécial au cabinet de Félix Houphouët-Boigny de 1959 à 1961.

## Distinctions
- Commandeur de l'ordre du Mérite ivoirien
- Commandeur de l'ordre national du Mérite sportif ivoirien

- Commandeur de la Légion d'Honneur de la république française
- Chevalier de l'ordre national du Mérite de la république française

- Grand Croix de l'ordre du Mérite de la république allemande

- Grand Cordon de l'ordre national du Cèdre de la république libanaise

- Officier de l'ordre national de la république tunisienne

- Chevalier de l'ordre du Mérite de la république sénégalaise